# Santa Lucía Milpas Altas
Santa Lucía Milpas Altas («Santa Lucía»: en honor a su santa patrona Lucía de Siracusa; «Milpas Altas» por la región montañosa en que fue establecido) es un municipio del departamento de Sacatepéquez de la región sur-occidente de la República de Guatemala. Actualmente el municipio se ubica dentro de las 20 ciudades más importantes de Guatemala.
Durante la época colonial fue una doctrina de los frailes dominicos, hasta que estos tuvieron que entregar sus reducciones al clero secular en 1754.
Luego de la Independencia de Centroamérica en 1821, el Estado de Guatemala estableció circuitos y distritos para la impartición de justicia por medio de juicios de jurados en 1825 y el poblado de Santa Lucía se incluyó al circuito de la Antigua en el Distrito N.º8 (Sacatepéquez). 

## Toponimia
El poblado como tal, fue establecido en el año de 1824 con el nombre de «Santa Lucía Milpas Altas» en honor a Santa Lucía. El municipio adoptó el nombre de «Milpas Altas» porque el área que ocupa así se conocía desde que pertenecía a la Capilla de Santa Cruz que tenían a su cargo los frailes dominicos desde el siglo xvi.

## Historia, Cultura e Identidad
En la década de 1540, el obispo Francisco Marroquín dividió la administración del valle central de Guatemala entre los frailes de la Orden de Predicadores y los franciscanos, asignándole a los primeros el área en donde se encuentra Milpas Altas.  El prior del convento de la Orden de Predicadores tenía a su cargo otros barrios y pueblos cercanos a la ciudad de Santiago de los Caballeros de Guatemala, para los que nombraba vicarios: la del barrio de la Candelaria, la del barrio de Santa Cruz —que incluía Milpas Altas— y la del barrio de San Pedro de las Huertas.
En 1638, los dominicos separaron a sus grandes doctrinas -que les representaban considerables ingresos- en grupos centrados en sus seis conventos, y la región de Milpas Altas estaba en el convento de Santiago de los Caballeros de Guatemala. 
El historiador Domingo Juarros escribió que en 1754, en virtud de una Real Cédula parte de las Reformas Borbónicas, todos los curatos de las órdenes regulares fueron traspasados al clero secular, por lo que los dominicos tuvieron que hacer entrega de sus propiedades a las autoridades arzobispales y españolas.

### Tras la Independencia de Centroamérica
No se tienen conocimientos exactos sobre el fundador del poblado, pero se ha reportado que habría sido Francisco de Monterroso el que lo fundó en 1824. 

Luego de la Independencia de Centroamérica en 1821, el Estado de Guatemala estableció circuitos y distritos para la impartición de justicia por medio de juicios de jurados en 1825.  Santa Lucía fue adjudicado al circuito de la Antigua en el Distrito N.º8 (Sacatepéquez), el cual también incluía a la Antigua Guatemala, San Cristóbal Alto, San Miguel Milpas Altas, Santa Ana, Magdalena, San Juan Cascón, San Mateo, Santiago, Santo Tomás, Embaulada, San Bartolomé, San Lucas, Pastores, Cauque, Jocotenango, San Felipe, Ciudad Vieja, San Pedro Las Huertas, Alotenango, San Lorenzo, San Antonio, Dueñas, Zamora, Urías, Santa Catalina, San Andrés y San Bartolomé Aguas Calientes, Santa María y San Juan del Obispo.
Santa Lucía Milpas Altas pertenece al Departamento de Sacatepéquez, se dice que en 1950 se hablaba Kakchiquel, en San Mateo Milpas Altas, el cual se anexo al municipio de La Antigua Guatemala. 
En Santo Tomas Milpas Altas, se cree que los primeros habitantes procedían de los municipios: Magdalena Milpas Altas, Villa Nueva, Amatitlán y en menor escala de otros lugares del interior de la República. No se encuentran rasgos de algún grupo étnico en forma definida, no se habla idioma maya, ni se viste traje típico. Por algún tiempo Santo Tomás Milpas Altas era la cabecera municipal, pero por razones políticas se convierte en aldea y Santa Lucía Milpas Altas se constituye como cabecera municipal.
La aldea La Libertad ubicada al noreste del municipio, tiene una extensión territorial de 4 kilómetros cuadrados en terrenos inclinados. Para el año 1944 el presidente Jorge Ubicó la adjunta a Santa Lucía Milpas Altas. Los primeros habitantes de esta aldea fueron personas que procedían del departamento de Chimaltenango, paulatinamente se fue poblando con otros emigrantes que venían de varios lugares del interior de la República.

### Cultura e Identidad
La cultura e identidad de Santa Lucía Milpas Altas pertenece originalmente a la etnia de los kakchiqueles sin embargo, esta se ha ido perdiendo debido a que actualmente el 94% de pobladores es no indígena. Se considera que hasta los años 50 del siglo XX se hablaba Kaqchikel.

### Costumbres y Tradiciones
El mayor porcentaje de población profesa culto católico, sin embargo se hace presente también culto evangélico en varios lugares poblados del municipio, siendo esta en menor cantidad que la católica. No existe traje típico.

### Feria Titular
En Santa Lucía Milpas Altas son celebradas dos fechas importantes la primera: La Fiesta titular de Santa Lucía Milpas Altas es del 10 al 15 de diciembre en honor a la Virgen Santa Lucía. Y la segunda: La fiesta titular de Santo Tomás Milpas Altas es celebrada del 16 al 22 de diciembre en honor a Santo Tomas Apóstol.

### Otras Celebraciones
En la aldea La Libertad se realiza la celebración del 15 de agosto en honor a la Virgen de la Asunción, en el parcelamiento Santa Rosa el 28 de agosto en honor a Santa Rosa. La celebración de Corpus Cristi en Santa Lucía Milpas Altas y Santo Tomás Milpas Altas  es el día el cual se reviste de gran trascendencia dentro de los habitantes, aquí se participa en eventos religiosos, culturales y deportivos.

### Comidas
El plato típico característico del lugar es el pepián.

## Ubicación geográfica
El municipio de Santa Lucía Milpas Altas se encuentra localizado en la región V o Central de Guatemala y ubicado en el departamento de Sacatepéquez con coordenadas geográficas en latitud de 14° 34 ́35’ y longitud de 90°40’40’, a una altura que oscila entre 1970 metros sobre el nivel del mar.
La distancia de la cabecera departamental Antigua Guatemala. es de 8 kilómetros y de la ciudad capital de 35 kilómetros. Su extensión territorial es de 19 kilómetros cuadrados.
El casco urbano de Santa Lucía Milpas Altas está distribuido en 4 zonas, entre las cuales la que concentra la actividad industrial es la zona 2.
Los datos obtenidos en el 2010 en el municipio, señalan que la mayor parte del territorio es urbano y únicamente cerca del 15% es rural.
- Norte: San Lucas Sacatepéquez y San Bartolomé Milpas Altas, municipios del departamento de Sacatepéquez
- Sur: Magdalena Milpas Altas y Antigua Guatemala, municipios del departamento de Sacatepéquez
- Este: Villa Nueva, municipio del departamento de Guatemala
- Oeste: San Bartolomé Milpas Altas y Antigua Guatemala, municipios del departamento de Sacatepéquez[7]

|                                                     | Norte: San Lucas Sacatepéquez San Bartolomé Milpas Altas |                   |
| Oeste: San Bartolomé Milpas Altas Antigua Guatemala |                                                          | Este: Villa Nueva |
|                                                     | Sur: Magdalena Milpas Altas Antigua Guatemala            |                   |

## Demografía

### Población
Santa Lucía Milpas Altas para el año 2002 contaba con 10,126 habitantes, de los cuales 5,028 son hombres constituyendo el 49% de la población y 5,098 mujeres con un porcentaje de 51%. El 84.36% de la población es urbana y el 15.54% (INE, 2002). Según el censo realizado en el 2018 el municipio contaba con 16,447 pobladores.
| Demografía                | Total  |
| ------------------------- | ------ |
| Población migrante 2018   | 64%    |
| Total de Nacimientos 2007 | 180    |
| Total de Nacimientos 2008 | 274    |
| Tasa de Natalidad         | 20.66% |
| Crecimiento Vegetativo    | 1.75%  |
| Tasa de Fecundidad        | 66.26% |
| No. de Mortinatos         | 0      |

### Crecimiento Poblacional
El crecimiento poblacional del año 2002 al 2008 equivale a un 30% del total de la población, es decir 3,037 pobladores en un periodo de 6 años. El Ministerio de Salud y Asistencia Social reporta en el año 2008, 13,261 lo que hace una diferencia de 3 pobladores más que la proyección realizada por el INE, lo cual evidencia una diferencia de 0.02%.
La tasa de crecimiento poblacional, es de 2.70%, la departamental de 3.68 y a la nacional de 3.47. Los datos indicados expresan que la población del municipio decrece en 0.98 a la tasa departamental y en 0.77 con respecto a la población nacional. Lo que implica que la población del municipio tiene un índice de crecimiento medio.

### Población por Grupos de Edad
Para el año 2018, de la población del municipio, el 74% era menor de 40 años, lo cual nos indica que más de la tercera parte de su población es relativamente joven y el 6% de la población era mayor de 60 años.

### Concentración y Densidad Poblacional
La densidad poblacional con relación a la extensión territorial del municipio se encuentra en 900 hab/km2, ubicada por encima de la densidad poblacional departamental de 533 hab/km² y menor a la nacional de 103 hab/km² . Este dato es importante considerarlo en el ordenamiento territorial para evitar la expansión de la mancha urbana y densificar el área urbana actual.

### Población Según Grupo Étnico
Santa Lucía Milpas Altas posee una población del 94% no indígena y únicamente el 6% indígena.

### Condiciones de Vida
En relación con la calidad de vida de los habitantes de Santa Lucía Milpas Altas, que mide el bienestar, felicidad y satisfacción, el municipio se encuentra ubicado en el puesto 307 a nivel nacional, y se encuentra dentro de un rango catalogado como muy alto (SEGEPLAN, 2008). A lo anterior podemos agregar que la pobreza (19.82% de la población) y la extrema pobreza (2.64% de la población). Catalogado a nivel nacional como bajo.

### Flujos Migratorios
Las causas de la migración se evocan a la falta de oportunidades económicas que la mayoría de guatemaltecos padece. Así a través de más y mejores oportunidades de empleo, mejores salarios, aunado a la difícil situación económica, política y social de Guatemala (crisis económica, desempleo, inseguridad), es que los guatemaltecos deciden migrar a un país que les ofrece mejores oportunidades. La migración es considerada por ser una fuente de ingresos y de buscar un mejoramiento de la calidad de vida, se han generado problemas sociales, como la desintegración familiar y la pérdida de identidad. La migración se da a nivel nacional, debido a que los pobladores viajan hacia otros departamentos como Chimaltenango o la Ciudad Capital así como la cabecera departamental de Antigua Guatemala en busca de mejores oportunidades de empleo.

### Índice de Desarrollo Humano
Tomando como referencia, el nivel de educación en cuanto matriculación en primaria, y alfabetización, dentro de los rangos de edades correspondientes, en salud en relación con los años en esperanza de vida y el ingreso por persona ajustado a los precios internacionales, según el último informe de PNUD, el municipio de Santa Lucía Milpas Altas se encuentra situado en un 0.767 de índice de desarrollo humano, en comparación al índice departamental que es el 0.708, podemos inferir que el municipio está situado en un desarrollo alto.

## División política
El municipio se divide de la siguiente forma:
Aldeas:
- Santo Tomás Milpas Altas

- La Libertad,cual tiene una extensión territorial de 4 km².

Parcelamiento:
- Santa Rosa

Caserío:
- El Triunfo

Colonias:
- Santa Isabel
- 6 de enero
- El Paraíso
- San José Las Cañas
- Sector El Puente y Tres cumbres

Asentamiento
- La Pinada

## Dimensiones
Para establecer el modelo de dimensiones se realizaron talleres temáticos en el período que comprende de 2009 a 2010, en los que participaron miembros de la corporación municipal, comités de desarrollo comunitario, asociaciones, e instituciones presentes en el municipio. Se tomaron en cuenta factores sociales, económicos, medio ambientales, políticos e institucionales.

### Dimensión social
En este análisis se toman en cuenta particulares de la población en cuanto a salud, educación, servicios básicos, seguridad y participación ciudadana así como sus costumbres y tradiciones.

#### Salud

##### Cobertura
Según el ministerio de Salud pública durante el 2008 la cobertura fue del 100% el cual fue atendido por todos los servicios de salud. Sin embargo de acuerdo al mapeo participativo la cobertura es del 50%, ya que existen debilidades en cuanto medicamento, equipamiento y personal especializado.
| Indicador                                                 | Total   |
| --------------------------------------------------------- | ------- |
| Tasa bruta de mortalidad x 1,000 habitantes               | 4.17%   |
| Tasa de mortalidad infantil x 1,000 nacidos vivos.        | 30.77%  |
| Tasa de mortalidad materna x 10,000 nacidos vivos.        | 0%      |
| Tasa global de fecundidad x 1,000 mujeres en edad fértil. | 129.79% |
| Cobertura de vacunación de BCG a niños menores de 1 año   | 72.96%  |
| Médicos por 10,000 habitantes                             | 0%      |
| Enfermeras profesionales por 10,000 habitantes            | 0%      |
| Enfermeras auxiliares por 10,000 habitantes.              | 1%      |
| Comadronas por 10,000 habitantes.                         | 3%      |
| Esperanza de vida al nacer en años.                       | 68%     |

##### Infraestructura en Salud
Se cuenta con dos puestos de salud, el nuevo centro de salud de Santa Lucía Milpas Altas,  cuenta con servicio de 22 ambientes destinados a clínicas, oficina y encamamiento, ubicado en el casco urbano. Además cuentan con 5 farmacias. En Santo Tomás Milpas Altas cuenta con un centro de salud amplio, el cual se ubica contigo al parque central.

##### Movilidad
La movilidad en salud se da a distancias equidistantes de los diferentes lugares poblados y sin ninguna dificultad por encontrarse en un lugar accesible del centro del casco urbano. La mayoría de las personas de la comunidad asisten al hospital nacional regional de la cabecera departamental.

##### Morbilidad y Mortalidad
En la ficha municipal del año 2009 del Ministerio de Salud y Asistencia Social, se establece que entre las 3 primeras causas de morbilidad general se encuentran infecciones respiratorias agudas, enfermedades de la piel, parásito intestinal, y entre las 3 primeras causas de mortalidad están: bronconeumonías, trastornos de equilibrio hidroelectrolítico (SIGSA, 2009).

##### Mortalidad Materna e Infantil
Guatemala tiene una alta tasa de mortalidad Materna, ocupa el cuarto puesto a nivel latinoamericano, el departamento de Sacatepéquez, a nivel nacional registra una baja tasa de mortalidad materna, situación que se refleja en el municipio de Santa Lucía Milpas Altas con una tasa de 0% no reportando ninguna muerte. El indicador demográfico que señala el número de defunciones de niños en una población de cada mil nacimientos vivos registrados, durante el primer año de su vida, en Santa Lucía Milpas Altas la tasa de mortalidad infantil se encuentra en 30.77%.
Tanto la tasa de mortalidad de niños menores de 5 años como la tasa de mortalidad infantil para el municipio se encuentran en porcentajes que sobrepasan el 10% del total de población perteneciente a estos rangos estudiados, se hace necesario que ambas sean atendidas y disminuidas. Estas se encuentran dentro del objetivo número 4 de los objetivos del milenio el cual busca disminuir en dos terceras partes la mortalidad de los niños menores de 5 años, y para que esto se realice el aumento porcentual por año es de 2.82%, para la tasa de mortalidad de niños menores de 5 años y de 2.81% anual para la tasa de mortalidad infantil, iniciando en el año 2010, sin que pueda ser interrumpido el proceso y no permitir el aumento del mismo.

##### Mortalidad de Niños Menores de 5 Años
La tasa de mortal idad de niños menores de 5 años en el municipio para el año 2008 fue d el 14.08%, indicando que se está muy cerca de alcanzar la meta y que se deben fortalecer los programas preventivos, a nivel nacional la mortalidad de niños menores de 5 años se eleva a 14.71 %.

##### Mortalidad infantil
Es un indicador demográfico que señala el número de defunciones de niños en una población de cada mil nacimientos vivos registrados, durante el primer año de su vida, en Santa Lucía Milpas Altas la tasa de mortalidad infantil se encuentra en 30.77 %.

##### Prevención
En el municipio existe un programa completo de vacunaciones obligatorias para niños menores de 18 meses de edad, siendo de una dosis de BCG al nacer, 3 dosis de la antipolio y de la Pentavalente; existiendo una cobertura de 114.96% para la BCG, 92.34% para la OPV y la pentavalente. La vacunación con el Toxoide Tetánico (TT), en el municipio de Santa Lucía Milpas Altas, del total de la población de mujeres en edad fértil de 10 a 54 años, se tuvo una cobertura de 48.31%, lo que incide en un gran porcentaje de mujeres sin vacunar, que trae como consecuencia riesgo de tétanos neonatal durante el primer mes de vida, esto es causa del desconocimiento de los beneficios de la vacunación o en gran parte de la población femenina acude a los hospitales de Antigua Guatemala para vacunarse, por lo que el registro se da en otra ubicación.

##### Medicina tradicional
Se identifica que el 86.34% de los partos son atendidos en el centro de salud por personal técnico, el 12.19% lo atienden 3 comadronas del municipio, las cuales han sido capacitadas por el Ministerio de salud y el porcentaje restante recibe atención empírica al momento del parto. Atendiendo a los requerimientos de las metas del milenio de recibir atención médica especializada, se deberá implementar un programa que mantenga un ritmo de 7.27% de crecimiento anual para alcanzar la meta propuesta, sin que pueda ser interrumpido (SIGSA, 2002).

##### Esperanza de Vida
Este indicador muestra el bienestar, la conservación y la prolongación de la vida humana que constituye el objetivo central de las políticas y los programas de salud, para el municipio de Santa Lucía Milpas Altas se ha calculado que la esperanza de vida es de 68 años.

##### Atención Durante el Embarazo
La atención durante el embarazo para el año 2008 fue impartida a 202 mujeres por médicos y por comadronas, 2 casos empíricos 8 . De acuerdo a datos obtenidos por DMP se encuentran aproximadamente 10 comadronas en todo el municipio, aunque este dato no lo refleja el ministerio de Salud Pública.

##### Cobertura de Atención Prenatal
Porcentaje de mujeres en edad reproductiva (15-49) que recibieron al menos una visita de atención prenatal durante el embarazo. Para este municipio se atendieron a 230 mujeres en el año 2008. Los tres indicadores anteriores que constituyen el objetivo número 5 dentro de los ODM, se ubican dentro de los más cercanos a ser alcanzado, ya que la mortalidad materna es de 0% y la atención durante el embarazo como la cobertura de atención prenatal tienen altos porcentajes de cobertura.

#### Seguridad Alimentaria y Nutricional
La seguridad alimentaria es el acceso de todas las personas por medio físico, social y económico a los alimentos suficientes, inocuos y nutritivos que satisfagan sus necesidades energéticas diarias y preferencias alimentaria para llevar una vida sana y activa. Según la SESAN en el tercer censo de talla - edad del 2008, sitúa a Santa Lucía Milpas Altas, Sacatepéquez en la categoría de vulnerabilidad moderada debido a que presenta una prevalencia en el retardo de talla del 34.0%.

#### Educación
El municipio cuenta con los siguientes establecimientos en los niveles de educación formal, en los ciclos de parvúlos, primaria, básicos y diversificado.
| No | Establecimiento                               | Nivel                                      | Sector      | Ubicación                |
| -- | --------------------------------------------- | ------------------------------------------ | ----------- | ------------------------ |
| 1  | CEIN -Pain-                                   | Parvúlos y Primaria                        | Público     | Santa Lucía Milpas Altas |
| 2  | Centro Educativo Mundo Creativo               | Parvúlos y Primaria                        | Privado     | Santo Tomás Milpas Altas |
| 3  | Centro Educativo Cristiano Vida y Esperanza   | Parvúlos, Primaria, Básico y Diversificado | Privado     | Santa Lucía Milpas Altas |
| 4  | Colegio Cristiano Saber y Gracia              | Parvúlos, Primaria, Básico y Diversificado | Privado     | Santo Tomás Milpas Altas |
| 5  | Colegio Mixto Hermano Pedro                   | Parvúlos, Primaria, Básico y Diversificado | Privado     | Santo Tomás Milpas Altas |
| 6  | Colegio Mixto Monseñor Angélico Melotto       | Parvúlos, Primaria y Básicos               | Privado     | Santo Tomás Milpas Altas |
| 7  | Comunidad Educativa Universal (CEU)           | Parvúlos y Primaria                        | Privado     | Santo Tomás Milpas Altas |
| 8  | Escuela Oficial Rural Mixta                   | Primaria                                   | Público     | Santo Tomás Milpas Altas |
| 9  | Escuela Oficial Rural Mixta                   | Primaria                                   | Público     | La Libertad              |
| 10 | Escuela Oficial Rural Mixta                   | Primaria                                   | Público     | Santa Rosa               |
| 11 | Escuela Oficial Urbana Mixta                  | Primaria                                   | Público     | Santa Lucía Milpas Altas |
| 12 | IEBC de Enseñanza                             | Básicos y Diversificado                    | Cooperativa | Santo Tomás Milpas Altas |
| 13 | INEB                                          | Básicos                                    | Público     | Santo Tomás Milpas Altas |
| 14 | INEB de Telesecundaria                        | Básicos                                    | Público     | Santa Rosa               |
| 15 | Instituto de Educación Básica por Cooperativa | Básicos                                    | Cooperativa | Santa Lucía Milpas Altas |
| 16 | Instituto Mixto de Educación Diversificado    | Básicos y Diversificado                    | Municipal   | Santa Lucía Milpas Altas |
| 17 | Instituto Tecnológico de Milpas Altas         | Diversificado                              | Privado     | Santo Tomás Milpas Altas |
| 18 | Liceo Santa Lucía                             | Parvúlos, Primaria, Básico y Diversificado | Privado     | Santa Lucía Milpas Altas |

##### Cobertura y Niveles de Educación
La población en edad escolar en los niveles de preprimaria, primaria, básicos y diversificado es atendida en un 52.93%, en 87.88%, 60.70%, y en un 18.97% respectivamente. El nivel diversificado es el que tiene un mayor déficit de acceso por lo que la población debe acudir hacia la Antigua Guatemala o San Lucas Sacatepéquez en busca de centros educativos que impartan carreras. La cobertura educativa no garantiza la calidad de educación, la cual se ve afectada por diversos factores tales como la capacidad del maestro, voluntad por impartir clases, instalaciones y servicios, así como factores personales de los alumnos, economía de los padres, salud, cultura etc.

##### Tasa Escolaridad Bruta
Corresponde a los estudiantes matriculados en un ciclo escolar específico sin importar la edad. La tasa de escolaridad muestra que los distintos niveles educativos han tenido un aumento con un porcentaje promedio de 60% en preprimaria, 102% primaria, 59.85% básicos y en 8.48% diversificado. La atención y acceso a la primaria está siendo atendida no obstante el aumento del nivel diversificado es muy leve. Esto se debe a un cambio en el comportamiento educativo que motiva a pensar, que cuando los estudiantes adolescentes, hombres o mujeres llegan a una determinada edad, deben de abandonar sus estudios para incorporarse a las fuerzas productivas o inmigran para la cabecera departamental, que es donde hay más opciones de carreras a nivel medio.

##### Tasa de Escolaridad Neta
Indica porcentualmente la población en edad escolar correspondiente a cada nivel, que efectivamente está escolarizada. En promedio la tasa de matriculación en la enseñanza preprimaria es de 50.78%, primaria se ubica en 90.17%, básicos 43% y diversificado 6.05%. Al realizar una comparación de los porcentajes de escolaridad bruta y neta se observa una diferencia porcentual de 9.22% en preprimaria, 11.83% en primaria, 16.85% para básicos y 2.43 diversificado, en lo que respecta a la tasa de escolaridad bruta y neta.
Relación entre niñas y niños en la enseñanza primaria, secundaria y superior entre hombres y mujeres en los distintos niveles educativos para Santa Lucía Milpas Altas, se encuentra en promedio de: hombres 48.80% y las mujeres el 50.20% siendo una diferencia de 1.40%

## Geografía física
El municipio de Santa Lucía Milpas Altas tiene una extensión territorial de 19 km².

### Accidentes geográficos e hidrográficos
| Categoría            | Listado de nombres                                                                                    |
| -------------------- | --- |
| Cerros               | Comunal, El Triunfo, La Choza, La Libertad y Santa Rosa                                               |
| Cuencas hidrológicas | Río Achiguate y río María Linda                                                                       |
| Ríos                 | - Las Cañas - Saqui - San José - Chicorín - Manzano - Petate - Santa María - San Joaquín - Agua Tibia |
| Riachuelos           | Chacacia y La Lira                                                                                    |

### Clima
La cabecera municipal de Santa Lucía Milpas Altas tiene clima templado (Clasificación de Köppen: Csb).
| Parámetros climáticos promedio de Santa Lucía Milpas Altas | Parámetros climáticos promedio de Santa Lucía Milpas Altas | Parámetros climáticos promedio de Santa Lucía Milpas Altas | Parámetros climáticos promedio de Santa Lucía Milpas Altas | Parámetros climáticos promedio de Santa Lucía Milpas Altas | Parámetros climáticos promedio de Santa Lucía Milpas Altas | Parámetros climáticos promedio de Santa Lucía Milpas Altas | Parámetros climáticos promedio de Santa Lucía Milpas Altas | Parámetros climáticos promedio de Santa Lucía Milpas Altas | Parámetros climáticos promedio de Santa Lucía Milpas Altas | Parámetros climáticos promedio de Santa Lucía Milpas Altas | Parámetros climáticos promedio de Santa Lucía Milpas Altas | Parámetros climáticos promedio de Santa Lucía Milpas Altas | Parámetros climáticos promedio de Santa Lucía Milpas Altas |
| Mes                                                        | Ene.                                                       | Feb.                                                       | Mar.                                                       | Abr.                                                       | May.                                                       | Jun.                                                       | Jul.                                                       | Ago.                                                       | Sep.                                                       | Oct.                                                       | Nov.                                                       | Dic.                                                       | Anual                                                      |
| ---------------------------------------------------------- | ---------------------------------------------------------- | ---------------------------------------------------------- | ---------------------------------------------------------- | ---------------------------------------------------------- | ---------------------------------------------------------- | ---------------------------------------------------------- | ---------------------------------------------------------- | ---------------------------------------------------------- | ---------------------------------------------------------- | ---------------------------------------------------------- | ---------------------------------------------------------- | ---------------------------------------------------------- | ---------------------------------------------------------- |
| Temp. máx. media (°C)                                      | 20.6                                                       | 21.7                                                       | 23.1                                                       | 24.0                                                       | 22.9                                                       | 21.3                                                       | 21.4                                                       | 22.0                                                       | 21.3                                                       | 20.7                                                       | 20.6                                                       | 20.7                                                       | 21.7                                                       |
| Temp. media (°C)                                           | 15.0                                                       | 15.7                                                       | 16.9                                                       | 18.1                                                       | 17.9                                                       | 17.3                                                       | 17.1                                                       | 17.3                                                       | 17.0                                                       | 16.5                                                       | 15.7                                                       | 15.3                                                       | 16.7                                                       |
| Temp. mín. media (°C)                                      | 9.4                                                        | 9.8                                                        | 10.8                                                       | 12.2                                                       | 12.9                                                       | 13.3                                                       | 12.8                                                       | 12.6                                                       | 12.7                                                       | 12.3                                                       | 10.9                                                       | 9.9                                                        | 11.6                                                       |
| Precipitación total (mm)                                   | 5                                                          | 5                                                          | 5                                                          | 37                                                         | 131                                                        | 281                                                        | 223                                                        | 187                                                        | 259                                                        | 146                                                        | 32                                                         | 9                                                          | 1320                                                       |
| Fuente: Climate-Data.org                                   |                                                            |                                                            |                                                            |                                                            |                                                            |                                                            |                                                            |                                                            |                                                            |                                                            |                                                            |                                                            |                                                            |

### Gobierno municipal
Los municipios se encuentran regulados en diversas leyes de la República, que establecen su forma de organización, lo relativo a la conformación de sus órganos administrativos y los tributos destinados para los mismos.  Aunque se trata de entidades autónomas, se encuentran sujetos a la legislación nacional y las principales leyes que los rigen desde 1985 son:
| N.º | Ley                                                | Descripción |
| --- | -------------------------------------------------- | --- |
| 1   | Constitución Política de la República de Guatemala | Tiene una regulación legal específica para los municipios en los artículos 253 al 262. |
| 2   | Ley Electoral y de Partidos Políticos              | Ley de carácter constitucional aplicable a los municipios en el tema de la conformación de sus autoridades electas. |
| 3   | Código Municipal                                   | Decreto 12-2002 del Congreso de la República de Guatemala. Tiene la categoría de ley ordinaria y contiene preceptos generales aplicables a todos los municipios, e inclusive contiene legislación referente a la creación de los municipios.             |
| 4   | Ley de Servicio Municipal                          | Decreto 1-87 del Congreso de la República de Guatemala. Regula las relaciones entra la municipalidad y los servidores públicos en materia laboral. Tiene su base constitucional en el artículo 262 de la constitución que ordena la emisión de la misma. |
| 5   | Ley General de Descentralización                   | Decreto 14-2002 del Congreso de la República de Guatemala. Regula el deber constitucional del Estado, y por ende del municipio, de promover y aplicar la descentralización y desconcentración económica y administrativa.                                |

El gobierno de los municipios está a cargo de un Concejo Municipal mientras que el código municipal —ley ordinaria que contiene disposiciones que se aplican a todos los municipios— establece que «el concejo municipal es el órgano colegiado superior de deliberación y de decisión de los asuntos municipales […] y tiene su sede en la circunscripción de la cabecera municipal»; el artículo 33 del mencionado código establece que «[le] corresponde con exclusividad al concejo municipal el ejercicio del gobierno del municipio».
El concejo municipal se integra con el alcalde, los síndicos y concejales, electos directamente por sufragio universal y secreto para un período de cuatro años, pudiendo ser reelectos.
Existen también las Alcaldías Auxiliares, los Comités Comunitarios de Desarrollo (COCODE), el Comité Municipal del Desarrollo (COMUDE), las asociaciones culturales y las comisiones de trabajo. Los alcaldes auxiliares son elegidos por las comunidades de acuerdo a sus principios y tradiciones, y se reúnen con el alcalde municipal el primer domingo de cada mes, mientras que los Comités Comunitarios de Desarrollo y el Comité Municipal de Desarrollo organizan y facilitan la participación de las comunidades priorizando necesidades y problemas.

## Idiomas
En el municipio no se habla ninguna lengua indígena, aunque de acuerdo a los archivos de la República, a mediados del siglo xx aún se hablaba la lengua kakchikel.

## Economía
Los principales productos agrícolas de la región son: maíz, frijol, café y verduras.

## Turismo
Los destinos turísticos del municipio son:
- Finca Florencia
- Plazuela de Santa Lucía
- Parque de Santo Tomas
- Matilandia
- le suisse spa

## Tradiciones
La fiesta patronal se celebra el 13 de diciembre en honor a Santa Lucía de Siracusa.